# Белоншан
Белонша́н (фр. Belonchamp) — коммуна во Франции, находится в регионе Франш-Конте. Департамент — Верхняя Сона. Входит в состав кантона Мелизе. Округ коммуны — Люр.
Код INSEE коммуны — 70063.

## География
Коммуна расположена приблизительно в 340 км к востоку от Парижа, в 75 км северо-восточнее Безансона, в 38 км к северо-востоку от Везуля.
По территории коммуны протекает небольшая река Пре-Вильри (англ. Pré Villery) и река Оньон. Около 2/3 территории коммуны покрыто лесами, есть много озёр.

## Население
Население коммуны на 2010 год составляло 234 человека.
| 1962 | 1968 | 1975 | 1982 | 1990 | 1999 | 2010 |
| ---- | ---- | ---- | ---- | ---- | ---- | ---- |
| 358  | 320  | 262  | 254  | 238  | 202  | 234  |

## Администрация
| Период | Период | Фамилия    | Партия | Примечания |
| ------ | ------ | ---------- | ------ | ---------- |
| 2001   | 2004   | Ги Жанруа  |        |            |
| 2004   | 2014   | Реми Ноэль |        |            |

## Экономика
В 2010 году среди 123 человек трудоспособного возраста (15—64 лет) 92 были экономически активными, 31 — неактивными (показатель активности — 74,8 %, в 1999 году было 63,0 %). Из 92 активных жителей работали 78 человек (38 мужчин и 40 женщин), безработных было 14 (7 мужчин и 7 женщин). Среди 31 неактивных 11 человек были учениками или студентами, 12 — пенсионерами, 8 были неактивными по другим причинам.